# Kladivo, konj in voda
Kladivo, konj in voda je bila slovenska glasbena skupina. Leta 1978 jo je ustanovil Dani Bedrač, v svoj glasbeni izraz pa je zajela prog rock, folk rock, psihedelični folk in ljudsko glasbo. 
Dani Bedrač, pisec večine pesmi, je igral akustično kitaro, bas kitaro in tolkala. Pevka je bila Damjana Golavšek. Sine Videčnik in Srečko Lavbič sta igrala akustične kitare, tamburin, mandolino, bas kitaro in pela spremljevalne glasove. Avguštin Penič je igral violino, piščal in akustično kitaro. 
V prvem obdobju (1978 - 1983) je v skupini sodelovala še vrsta glasbenikov iz Celja, Žalca in okolice : Vlasto Skale, Veno Dolenc iz Sedmine, klarinetist Mitja Beuermann, klaviaturist Gregor Strniša, basist Nino de Gleria, harmonikaš Zoran Kolin in pianist Matjaž Železnik. 
Zbirka Opus Magnum 1979-1983, ki jo je leta 1998 v obliki CD-ja objavila založba Vinilmanija, je nosilec  večine pesmi s prve kasete Zorenje, objavljene pri OO ZSMS Žalec leta 1979, ter skoraj vse pesmi s prvega vinilnega albuma Vidov ples, izdanega leta 1983. 
Leta 1983 je delovanje skupine zamrlo. 
Leta 1995 je Dani Bedrač (akustična in električna kitara, klaviature) ustanovil novo, električno različico zasedbe Kladivo, konj in voda, v kateri so ob njem bili še kitarist Brane Mihajlovič Kosta, pevec Karlo Kompoš Ptič, basist Evgen Oparenović in bobnar Levin Oparenović. Skupina je leta 1996 pri objavila album z naslovom Na cesti. Naslovna pesem je ena najbolj znanih Bedračevih pesmi še iz prvega obdobja skupine. Konec devetdesetih je Dani Bedrač razpustil zasedbo Kladivo, konj in voda.

## Diskografija
- Zorenje (kaseta, OO ZSMS Žalec, 1979)
- Vidov ples (LP vinil, PGP RTB, 1983)
- Luna (kaseta, CODA, 1995)
- Na cesti (CD, Conan Records, 1996)
- Grafika srca (kaseta, Studio Trg, 1998)
- Opus Magnum 1979-1983 (CD, Vinilmania, 1998)